# James S. Dunlop
Pour les articles homonymes, voir Dunlop (homonymie).
James Scott Dunlop (né le 1er mai 1962) est professeur d'astronomie extragalactique, président de l'institut d'astronomie (IfA), au sein de la Faculté de physique et d'astronomie à l'université d'Édimbourg.

## Biographie

### Jeunesse
Dunlop est né et a grandi sur la Firth of Clyde. Il a étudié la physique à l'université de Dundee, avant de passer à l'université d'Édimbourg où il a obtenu un doctorat en astrophysique, en 1988, pour la recherche sur le décalage vers le rouge dans les radiogalaxies et quasars.

### Carrière
Après sept ans de travail en Angleterre (où il a aidé à créer le groupe d'astrophysique de l'université de Liverpool John Moores), il est retourné à Édimbourg[Quand ?] et a travaillé à l'observatoire royal d'Édimbourg depuis[Quand ?], à l'exception de deux périodes de Vancouver. De 2004 à 2008, il a dirigé l'Institut d'astronomie (IfA) de l'université d’Édimbourg, et est reparti récemment[Quand ?] pour un second mandat.

## Recherche
Jim est un cosmologiste d'observation qui utilise les plus grands télescopes du monde (y compris les télescopes spatiaux, tels que le télescope spatial Hubble) pour l'étude de la chronologie de l'univers dès la formation et à la naissance des premières galaxies. Ses recherches ont été financées par le Science and Technology facilities Council (STFC), par le prix du mérite de la recherche de la Société Royale Wolfson et par le Conseil européen de la recherche.

## Prix et distinctions
Dunlop a été élu Fellow de la Royal Society (FRS) en 2016, Fellow de l'Institut de Physique (FInstP),[Quand ?] et membre de la Société Royale d'Edimbourg (FRSE) en 2007. Il a reçu le prix George Darwin en 2014 et la médaille Herschel en 2016, tous deux de la Royal Astronomical Society.